# Club Banco República
O Club Banco República  é  uma agremiação poliesportiva uruguaia,da cidade de Montevidéu, com destaque para  de voleibol indoor masculino que conquistou quarto lugar no Campeonato Sul-Americano de Clubes de 1982. Atualmente disputa a Super Liga A1 Uruguaia, foi vice-campeão na edição de 2018-19, terminou em quarto lugar nos períodos de 2019-20 e 2020-21 

## Histórico
Em 7 de junho de 1922, um grupo de dirigentes do Banco de la República Oriental del Uruguay (BROU) fundou o Clube Banco República (CBR). Tudo começou no coração da Cidade Velha, em uma casa cedida pelo banco nas ruas Cerrito e Solís, onde hoje é sua sede.Teriam aqueles primeiros sócios e dirigentes imaginado que seu clube poderia se tornar o que é hoje, um século depois? Evitando as dificuldades que marcaram o país, o CBR chega ao seu centenário como instituição modelo em desenvolvimento esportivo, social e cultural, com sede única no Uruguai, em Pocitos e a metros do mar, gosto que desde o início foi a preferência de seus parceiros.
Naquele 1922, em que nasceram também os clubes Trouville (1º de abril) e Aguada (28 de fevereiro), nos seus primeiros anos de vida, o CBR tinha mais atividade social do que esportiva. A sede era um centro de reuniões, com jogos de salão, leituras, além de cursos de idiomas e treinamento bancário.Nos esportes, ele começou com o futebol e com um primeiro título no torneio Sports Banking Association em seu primeiro ano.
O objetivo do clube era transmitir valores esportivos e humanos, e formar seres sociais íntegros, como indica uma de suas resenhas históricas. E, desta forma, contribuir para a construção de uma comunidade nacional e internacional assente na saúde e na igualdade de oportunidades do ponto de vista social.Nesses primeiros anos surgiu o vínculo com Pocitos. No verão, foram montadas barracas na praia para que os associados pudessem aproveitar o dia com esse serviço. 
A casa da Cidade Velha ficou pequena e em 1925 o clube mudou-se pela primeira vez, para a 18 de Julio e Andes, onde permaneceu até 1940. Mais atividades foram agregadas a este local, como ginástica e esgrima, e serviços como como consultório médico e restaurante. Em Pocitos as barracas continuaram no verão, mas em 1930 uma tempestade as varreu, o que levou o Clube a alugar um imóvel e estabelecer uma segunda casa no bairro. Ali, entre outros usos, vinham de férias os membros do interior, a quem o CBR sempre cedeu hospedagem, como obrigação em troca de sua filiação.
O clube cresceu com mais filiados e novas categorias de familiares e bancários. Em 1940 mudou novamente de sede, mudando-se para um local mais moderno na rua Mercedes, esquina das ruas Julio Herrera e Obes, onde permaneceu até 1953.O clube tinha uma agenda esportiva movimentada e sua maior atividade acontecia fora da sede, em campos alugados para futebol, bocha, basquete e outros esportes, em terrenos contíguos à fazenda Pocitos, onde foi montada uma quadra poliesportiva. Mas a casa de Pocitos, que era municipal, ia ter que ser demolida por causa das obras de alargamento do bulevar.
Em 1953 o clube mudou-se para sua quarta sede, na Agraciada (hoje avenida Del Libertador) e Paysandú. Foi aí que começou a tomar forma o seu atual edifício, em Benito Blanco e Buxareo, com a compra de um terreno próprio, os trâmites e obras que duraram anos.Foram tempos de muita actividade social, com concertos, bailes, jantares, conferências e excursões, e também de muito desporto.Por fim, a atual sede foi inaugurada em 1961 e continua até hoje com ampliações e reformas, atingindo cerca de 8.000 metros quadrados.
A sua abertura propiciou o desenvolvimento de duas modalidades nos anos seguintes em que o Clube seria protagonista, como o futsal e a natação , ambas praticadas nos seus ginásios e piscinas, e nas quais o clube é federado. Por exemplo, nadadoras como Felicia Ospitaleche e Mónica Figueroa, atletas olímpicas na década de 1960, emergiram das piscinas.
A nova sede possibilitou a organização de torneios em diversas disciplinas, além de eventos culturais e atividades com grande público.Além disso, cresceu em outras áreas, agregando serviços como educação pré-escolar, bolsas para escolas de bairro, atividades para idosos, sua biblioteca, à qual posteriormente agregaram uma Residência Universitária para alunos do interior.
Na década de 1970, o pico de membros foi alcançado: mais de 14.000. Mais aqui no tempo, em 1999 o próprio campo esportivo se tornou realidade com o Parque Lavalleja, a propriedade de 17 hectares localizada na Rambla de Carrasco, onde foram instalados campos de futebol, futebol infantil, quadras de tênis e outras amenidades.
Em 2009 o clube alterou os seus estatutos, abrindo também as portas a sócios não bancários.Entre escolas e atividade federada, a instituição chegou a ter mais de 20 disciplinas desportivas com categorias para crianças, como Sebastián Coates, que passou pela escolinha de futebol, juvenis, seniores e seniores, feminino e masculino.
Com formação constante de seus professores e sempre atento às novas tendências de treinamento e esportes, o clube destaca que é a única instituição esportiva com sede própria em frente à Rambla de Montevidéu, a única com quadra poliesportiva em frente à Rambla de Carrasco e também a única que sem ter desporto profissional tem parceiros em todo o país e no estrangeiro.

## Voleibol masculino

### Títulos conquistados
- Campeonato Uruguaio:

- Vice-campeão: 2019[2]

- Campeonato Sul-Americano:
- Quarto lugar: 1982